# Nun or Never
Pour plus de détails, voir Fiche technique et Distribution.
Nun or Never est un film d'animation de court métrage finlandais réalisé par Heta Jäälinoja, sorti en 2023.

## Fiche technique
- Titre original : Nun or Never
- Réalisation : Heta Jäälinoja
- Scénario : Heta Jäälinoja
- Animation : Sanni Lahtinen, Roope Heimonen et Heta Jäälinoja
- Musique : Jukka Herva
- Son : Jani Lehto
- Production : Jani Lehto
- Montage : Heta Jäälinoja et Outi Hyytinen
- Sociétés de production : Böhle Studios
- Sociétés de distribution : Miyu Distribution
- Pays d'origine :  Finlande
- Langue originale : sans dialogue
- Format : couleur
- Genre : animation
- Durée : 10 minutes 46 secondes
- Dates de sortie :
  - France : 12 juin 2023 (Annecy)

## Distinctions
- Festival international du film d'animation d'Annecy 2023 : Prix du public et prix France Télévisions pour un court métrage.